# 鉄球ファイト! ザ・グレイトバトル外伝
『鉄球ファイト! ザ・グレイトバトル外伝』は、バンプレストから1993年7月30日に発売された、ゲームボーイ用アクションゲーム。

## 概要
SDにディフォルメされたロボットアニメや特撮作品のキャラクターが戦うクロスオーバー作品「コンパチヒーローシリーズ」の1つ。シリーズ内シリーズであるグレイトバトルシリーズの外伝にあたる作品で、4人のヒーローが鉄球を駆使してステージを攻略していく横スクロールアクションゲームである。

## ゲーム内容

### 特殊鉄球
特殊鉄球は使用時にMPを消費する。
風船玉
空気をためた後、一定時間、空に浮いていられる。
ネバネバ玉
壁に貼り付くことが可能。
イカリ玉
レールに引っ掛けて移動可。

## ストーリー
はるかな昔、鉄球神セイントスフィアと鋼鉄魔王ダークアイアンの全宇宙を巻き込む戦いが起こった。二人の戦いは、100万年も続いたが、ついに鉄球神セイントスフィアの勝利となる。しかし、その代償として自身も永き眠りについた。そして現在、ダークブレインの手によりダークアイアンは、蘇ってしまう、それを機に全ての悪のモンスターに力がみなぎ、次第にヒーロー達を追い込んでいった。傷ついていた、四人のヒーロー達の前にセイントスフィアが自らの全てを託した鉄球を与え四人のヒーロー達は自信取り戻し、鋼鉄魔王ダークアイアンそしてダークブレインを倒すために立ち上がる。

## プレイヤーキャラクター
ガンダム
トゲ付きの鉄球を使う。射程は長いものの、鉄球が戻るまでの間無防備となり小回りも利かない。
RX
丸形の鉄球を使う。鉄球のスピードが速く、射程もそこそこあるが威力が低い。
グレート
30tの鉄球を使う。威力は最強であるが、射程は短い。
ロア
爆弾鉄球を使う。画面全体を攻撃できるが、爆発まで時間が掛かる。またブロックも破壊できない。

## スタッフ
- エグゼクティブ・プロデューサー：東喜三郎
- プロデューサー：下道隆
- ディレクター：田中健一
- 企画：TAKE
- プログラマー：KEROCHAN
- 背景デザイナー：ORISAKA、SUMIRE
- オブジェクト・デザイナー：MARIO、ETOH
- サウンド：NORIRIN（富樫則彦）
- スペシャル・サンクス：こばやししゅん、HIDEKI、7852、GUNJI
- コンセプト・ワーク：守谷淳一

## 評価
ゲーム誌『ファミコン通信』の「クロスレビュー」では、5・4・6・4の合計19点（満40点）、『ファミリーコンピュータMagazine』の読者投票による「ゲーム通信簿」での評価は以下の通りとなっており、20.0点（満30点）となっている。
| 項目 | キャラクタ | 音楽 | お買得度 | 操作性 | 熱中度 | オリジナリティ | 総合 |
| 得点 | 3.6        | 3.2  | 3.2      | 3.3    | 3.3    | 3.3            | 20.0 |